# Roca Gran (Sagàs)
La Roca Gran és una muntanya de 568 metres que es troba al municipi de Sagàs, a la comarca catalana del Berguedà.